# 폴렛 고더드
폴렛 고더드(영어: Paulette Goddard, 1910년 6월 3일 ~ 1990년 4월 23일)는 미국의 배우이다. 아동 모델로 데뷔하였고, 로럴과 하디 영화 등에 단역으로 출연하였다. 1936년 찰리 채플린의 《모던 타임스》와 《위대한 독재자》에 출연하여 유명해졌다. 이후 《여자들》의 연기로 호평받고, 《우리가 자랑스럽게 여기는 것》으로 1943년 아카데미 여우조연상 후보에 올랐다. 채플린의 3번째 부인으로도 유명하며, 채플린과 이혼 후 배우 버지스 메러디스, 소설가 에리히 마리아 레마르크와 재혼했다.

## 출연작 목록
| 연도 | 제목                        | 원제                       | 배역                     | 비고          |
| ---- | --------------------------- | -------------------------- | ------------------------ | ------------- |
| 1936 | 모던 타임스                 | Modern Times               | 엘런 패터슨              |               |
| 1936 | 보헤미아의 소녀             | The Bohemian Girl          | 집시 여자                | 크레딧 미기재 |
| 1938 | 마음만은 청춘               | The Young in Heart         | 레슬리 손더스            |               |
| 1938 | 연극 학교                   | Dramatic School            | 나나                     |               |
| 1939 | 여자들                      | The Women                  | 미리엄 에런스            |               |
| 1939 | 고양이와 카나리아           | The Cat and the Canary     | 조이스 노먼              |               |
| 1940 | 고스트 브레이커스           | The Ghost Breakers         | 메리 카터                |               |
| 1940 | 위대한 독재자               | The Great Dictator         | 한나                     |               |
| 1940 | 북서 기마 순찰대            | North West Mounted Police  | 루벳 코보                |               |
| 1940 | 세컨드 코러스               | Second Chorus              | 엘런 밀러                |               |
| 1941 | 냄비 속의 황금              | Pot o' Gold                | 몰리 매코클              |               |
| 1941 | 홀드 백 더 돈               | Hold Back the Dawn         | 어니타 딕슨              |               |
| 1941 | 오직 진실만                 | Nothing But the Truth      | 그웬 손더스              |               |
| 1942 | 그 여자에게는 계획이 있다   | The Lady Has Plans         | 시드니 로이스            |               |
| 1942 | 절해의 폭풍                 | Reap the Wild Wind         | 록시 클레이본            |               |
| 1942 | 북서 기마 순찰대            | The Forest Rangers         | 실리아 휴스턴 스튜어트   |               |
| 1942 | 스타 스팽글드 리듬          | Star Spangled Rhythm       | 본인                     |               |
| 1943 | 수정 구슬                   | The Crystal Ball           | 토니 제라드              |               |
| 1943 | 우리가 자랑스럽게 여기는 것 | So Proudly We Hail!        | 조앤 오둘                |               |
| 1944 | 입석 외 만원                | Standing Room Only         | 제인 로저스              |               |
| 1944 | 나는 군인이 좋아            | I Love a Soldier           | 에블린 코너스            |               |
| 1945 | 더피의 술집                 | Duffy's Tavern             | 본인                     |               |
| 1945 | 키티                        | Kitty                      | 키티                     |               |
| 1946 | 하녀의 일기                 | The Diary of a Chambermaid | 셀레스틴                 |               |
| 1947 | 갑자기 봄이 왔다            | Suddenly, It's Spring      | 메리 모얼리              |               |
| 1947 | 버라이어티 걸               | Variety Girl               | 본인                     |               |
| 1947 | 정복되지 않는 사람들        | Unconquered                | 애비게일 마사 헤일       |               |
| 1947 | 이상적인 남편               | An Ideal Husband           | 로라 셰블리              |               |
| 1948 | 우리의 길을 가련다          | On Our Merry Way           | 마사 피스                |               |
| 1948 | 해저드                      | Hazard                     | 엘런 크레인              |               |
| 1949 | 복수의 신부                 | Bride of Vengeance         | 루크레치아 보르자        |               |
| 1949 | 안나 루카스타               | Anna Lucasta               | 안나 루카스타            |               |
| 1950 | 횃불                        | The Torch                  | 마리아 돌로레스 페나피엘 |               |
| 1952 | 바그다드의 아가씨들         | Babes in Bagdad            |                          |               |
| 1953 | 이세벨의 죄                 | Sins of Jezebel            | 이세벨                   |               |